# General Daimos
General Daimos (闘将ダイモス?, Tōshō Daimosu) è una serie televisiva anime prodotto dalla Nippon Sunrise e dalla Toei Animation; è il terzo capitolo sui robot di Tadao Nagahama, dopo Combattler V e Vultus 5. Venne trasmesso dal 1º aprile 1978 al 27 gennaio 1979 ed è composto da 44 episodi.
Un film di montaggio con gli ultimi 5 episodi, Daimos - Il figlio di Goldrake, venne assemblato in Italia per sfruttare il successo della serie UFO Robot Goldrake nonostante non vi fosse alcuna correlazione tra i due anime. Il nome Daimos deriva da Deimos, una delle due lune di Marte. Oltre al Giappone, la serie è stata trasmessa solo nelle Filippine, in Polonia, in Spagna, negli Stati Uniti e in Italia.

## Trama

### Antefatto
Il pianeta Baam è prossimo alla distruzione, così 200 milioni di Baamesi, umanoidi dotati di ali come gli angeli, vengono ospitati su un grosso satellite artificiale (il "piccolo Baam") alla ricerca di un pianeta ospitale che ne garantisca la salvezza.
La Terra viene reputata adatta ad ospitare gli alieni e viene organizzato un incontro sulla Luna fra i rappresentanti della Terra e il re dei Baamesi, ma quest'ultimo viene avvelenato apparentemente dai terrestri (poi si scoprirà che era stato un ministro di Baam contrario alla pacifica convivenza); per reazione suo figlio Rikiter cercherà di uccidere il capo della delegazione terrestre, il dottor Ryuzaki, e crederà di averlo fatto sebbene sua sorella Erika avesse deviato il colpo (ma si scoprirà alla fine negli episodi finali che era stato sempre il ministro baamese). Da questo episodio deriva l'odio di Rikiter per i terrestri contro i quali, sei mesi dopo, muoverà una potente offensiva, bombardando numerose città terrestri.

### Sei mesi dopo
Mentre Kazuya, figlio del dott.Ryuzaki, ritorna da una missione spaziale durata 2 anni, i mostri guerrieri di Baam si presentano alle forze terrestri: il ragazzo viene inserito a forza nel Daimos, costruito da suo padre in vista di una simile evenienza, per distruggere i mostri.
Nel primo combattimento Kazuya trova Erika, una ragazza che a causa di un trauma ha perso la memoria. È un colpo di fulmine per entrambi, ma il loro amore, vero fulcro della narrazione, sarà ostacolato dal fatto che Erika, ritrovata la memoria poco dopo, spiega di essere proprio una baamese, la sorella di Rikiter e d'aver ucciso il padre di Kazuya anche se accidentalmente.
La storia si snoda in vari combattimenti, in cui da uno schema iniziale, terrestri contro baamesi, si passa a uno più complesso: alcuni terrestri (come lo scienziato del New Gearland) che vogliono far cessare la guerra anche in collaborazione con baamesi (e con il loro centro Barandouk dove lavorano per la pace baamesi e terrestri), altri terrestri come il comandante Miwa si fanno sempre più crudeli contro i baamesi, ma anche con i terrestri se questo può dare successo in una battaglia. Parallelamente, alcuni baamesi come Erika vogliono fermare la guerra, altri come il generale Olban tramano per soggiogare il nostro pianeta e sono i veri responsabili dell'inizio del conflitto.
Nel corso della storia, Rikiter e gli ufficiali baamesi Balbas e Laiza scoprono che Olban è il vero assassino del re di Baam e cominciano ad appoggiare i ribelli; frattanto appariranno altri seguaci di Olban, incaricati tra l'altro di uccidere lo stesso Rikiter, ed Olban, finché non viene smascherato, prova a sposare Erika.
Alla fine della serie, in seguito all'abbattimento della base terrestre sottomarina dei baamesi, il centro Daimovic (nel frattempo trasformatosi in astronave) e Daimos vanno direttamente sul piccolo Baam a liberare la base spaziale da Olbam: Balbas e Laiza perdono la vita nello scontro con il tiranno, e Rikiter assisterà alla sua sconfitta. Prima di morire, però, Olban annuncia che non si godranno la vittoria perché ha organizzato la collisione del piccolo Baam su Giove. A quel punto sarà proprio Rikiter che, vedendo che Kazuya non viene a sterminare i baamesi ma a salvarli, per castigarsi dall'aver massacrato gente innocente, si schianta volontariamente su Giove.
Così, finito il conflitto, Kazuya ed Erika potranno sposarsi, inaugurando un nuovo periodo di pace.

## Episodi
| Nº | Titolo italiano Giapponese 「Kanji」 - Rōmaji                                                     | In onda           | In onda |
| Nº | Titolo italiano Giapponese 「Kanji」 - Rōmaji                                                     | Giapponese        |         |
| 1  | L'invasione della Terra 「宿命の出会いは戦火の中」 - Shukumei No Deai Ha Senka No Naka            | 1º aprile 1978    |         |
| 2  | Erika la ragazza del mistero 「謎の美少女エリカ」 - Nazo No Bishōjo Erika                         | 8 aprile 1978     |         |
| 3  | L'ala vulnerabile del nemico 「白いつばさの記憶」 - Shiroi Tsubasa No Kioku                       | 15 aprile 1978    |         |
| 4  | Identità ritrovata 「悪夢私の兄は地球の敵」 - Akumu Watashi No Ani Ha Chikyū No Teki              | 22 aprile 1978    |         |
| 5  | Complesso di colpa 「悲しい罪は涙で消えない」 - Kanashii Tsumi Ha Namida De Kie Nai               | 29 aprile 1978    |         |
| 6  | Il sacrificio di Erika 「涙をふいてたちあがれ」 - Namida O Fui Te Tachiagare                      | 6 maggio 1978     |         |
| 7  | Battaglia planetare 「ナナはやさしい地球の戦士」 - Nana Ha Yasashii Chikyū No Senshi              | 13 maggio 1978    |         |
| 8  | Proteggete la Terra! 「地球を守れ！戦え一矢」 - Chikyū O Mamore! Sen E Isshi                      | 20 maggio 1978    |         |
| 9  | Un amico prezioso 「母星の誇りを賭けた勇士」 - Haha Boshi No Hokori O Kake Ta Yūshi               | 27 maggio 1978    |         |
| 10 | Lotta per la giustizia 「正義の空手を見せてやれ」 - Seigi No Karate O Mise Te Yare                | 3 giugno 1978     |         |
| 11 | Una vecchia fiamma 「愛と裏切りのバラード」 - Ai To Uragiri No Baraado                            | 10 giugno 1978    |         |
| 12 | Il robot incantatore 「まやかしの平和は要らない」 - Mayakashi No Heiwa Ha Ira Nai                 | 17 giugno 1978    |         |
| 13 | L'esca involontaria 「とび出せエリカ命をかけて」 - Tobide Se Erika Inochi O Kake Te               | 24 giugno 1978    |         |
| 14 | Il terribile Mabose 「エリカとダイモス涙の戦い」 - Erika To Daimosu Namida No Tatakai             | 1º luglio 1978    |         |
| 15 | L'astronave dispersa 「輝く真実は戦う勇気の中に」 - Kagayaku Shinjitsu Ha Tatakau Yūki No Naka Ni | 8 luglio 1978     |         |
| 16 | Trappola mortale 「極楽島は非情の島」 - Gokuraku Tō Ha Hijō No Shima                              | 15 luglio 1978    |         |
| 17 | Verso la salvezza 「エリカ！死刑台を登る!!」 - Erika! Shikei Dai O Noboru!!                       | 22 luglio 1978    |         |
| 18 | Prigioniera dei terrestri 「エリカが三輪に殺される」 - Erika Ga San Rin Ni Korosa Reru            | 29 luglio 1978    |         |
| 19 | Missione di pace 「宇宙からの使者」 - Uchū Kara No Shisha                                         | 5 agosto 1978     |         |
| 20 | La base segreta 「秘かなる平和への戦い」 - Hisoka Naru Heiwa He No Tatakai                        | 12 agosto 1978    |         |
| 21 | La sosia di Erika 「誇り高き別離」 - Hokori Takaki Betsuri                                        | 19 agosto 1978    |         |
| 22 | Triste infanzia 「京四郎決死の激突」 - Kyō Shirō Kesshi No Gekitotsu                              | 26 agosto 1978    |         |
| 23 | L'appuntamento 「おかねを狙うキューピット」 - O Kane O Nerau Kyūpitto                             | 2 settembre 1978  |         |
| 24 | La macchina fotografica 「ド根性カイロの秘密兵器」 - Do Konjō Kairo No Himitsu Heiki              | 9 settembre 1978  |         |
| 25 | Faccia a faccia 「誇り高き若獅子リヒテル」 - Hokori Takaki Waka Shishi Rihiteru                   | 16 settembre 1978 |         |
| 26 | L'arma segreta 「ダイモス！危機一髪!!」 - Daimosu! Kikiippatsu!!                                  | 23 settembre 1978 |         |
| 27 | Le ultra particelle 「ダイモスパワーアップ作戦」 - Daimosupawaappu Sakusen                        | 30 settembre 1978 |         |
| 28 | Il grande scienziato 「天才科学者アイザムの挑戦」 - Tensai Kagaku Sha Aizamu No Chōsen            | 7 ottobre 1978    |         |
| 29 | Attacco a Daimovic 「ダイモビック爆発一秒前」 - Daimobikku Bakuhatsu Ichi Byō Mae!                | 14 ottobre 1978   |         |
| 30 | Lotta contro il tempo 「危うし!!和泉博士の命」 - Ayaushi!! Izumi Hakase No Inochi                 | 21 ottobre 1978   |         |
| 31 | Addio, Baranduk! 「悲しきバランドークの最期」 - Kanashiki Barandooku No Saigo                     | 28 ottobre 1978   |         |
| 32 | Fuga da Utopia 「新たなる平和への旅立ち」 - Arata Naru Heiwa He No Tabi Ritsu                     | 4 novembre 1978   |         |
| 33 | Sabotaggio 「トランザー！変形不能!!」 - Daimobiggu No Mame Taifū                                  | 11 novembre 1978  |         |
| 34 | Tradimenti 「殺し屋ゲロイヤーの襲撃」 - Goroshi Ya Geroiyaano Shūgeki                             | 18 novembre 1978  |         |
| 35 | Una breve amicizia 「猛将バルバス翼たたむとき」 - Mō Shō Baru Basu Tsubasa Tatamu Toki            | 25 novembre 1978  |         |
| 36 | Un'alleanza impossibile 「ああリヒテル！絶体絶命！」 - Aa Rihiteru! Zettaizetsumei!               | 2 dicembre 1978   |         |
| 37 | Un vile ricatto 「花嫁になるエリカ」 - Hanayome Ni Naru Erika                                     | 9 dicembre 1978   |         |
| 38 | Comandante supremo 「渡すものか！俺のダイモス」 - Watasu Mono Ka! Ore No Daimosu                  | 16 dicembre 1978  |         |
| 39 | Kazuya in trappola 「罠にはまった一矢」 - Wana Ni Hamatta Isshi                                   | 23 dicembre 1978  |         |
| 40 | Attacco alla base sottomarina 「海底城！大攻撃開始!!」 - Kaitei Jō! Dai Kōgeki Kaishi!!           | 30 dicembre 1978  |         |
| 41 | Alle soglie di Baam 「一矢を襲うエリカの弾丸!!」 - Isshi O Osō Erika No Dangan!                   | 6 gennaio 1979    |         |
| 42 | Attacco a Baam 「敵バームへ出撃開始!!」 - Teki Baamu He Shutsugeki Kaishi!!                       | 13 gennaio 1979   |         |
| 43 | Tutto per tutto 「小バームの大攻防戦」 - Shō Baamu No Dai Kōbō Sen                                | 20 gennaio 1979   |         |
| 44 | L'ultima battaglia 「明日への驀進」 - Ashita He No Bakushin                                       | 27 gennaio 1979   |         |

## Edizione italiana
Il doppiaggio italiano della serie tv fu effettuato a Roma, dalla C.R.C. mentre il film di montaggio Daimos - Il figlio di Goldrake venne doppiato sempre a Roma, ma da una società diversa con un cast di doppiatori del tutto differente.

### Doppiaggio
| Personaggio         | Voce originale | Voce italiana             |
| ------------------- | -------------- | ------------------------- |
| Kazuya Ryuzaki      |                | Alessio Cigliano          |
| Rikiter             |                | Alessio Cigliano          |
| Kyoshiro            |                | Francesco Caruso Cardelli |
| Erika               |                | Daniela Caroli            |
| Nanà                |                | Daniela Caroli            |
| Generalissimo Olban |                | Bruno Cattaneo            |
| professor Izumi     |                | Bruno Cattaneo            |
| Comandante Miwa     |                | Bruno Cattaneo            |
| Generale Balbas     |                | Bruno Cattaneo            |
| Margarete           |                | Graziella Polesinanti     |
| Laiza               |                | Graziella Polesinanti     |
| Okane               |                | Graziella Polesinanti     |
| Voce narrante       |                | Bruno Cattaneo            |

## Daimos - Il figlio di Goldrake
Di General Daimos esiste anche un film, distribuito dalla Alsen. Si tratta di una produzione tutta italiana di montaggio intitolata Daimos - Il figlio di Goldrake nel quale, in maniera del tutto erronea (volendo collegare le vicende della serie di Daimos a quelle del celebre UFO Robot Goldrake), si afferma che Kazuya è figlio di Actarus, dal quale avrebbe ereditato il robot Daimos. In virtù del montaggio differente (con l'inserimento di qualche spezzone da un film crossover di Goldrake), i dialoghi (di Enrico Bomba) e il doppiaggio (eseguito sempre a Roma, stavolta dalla C.D.) del film sono diversi dalla serie televisiva.

### Personaggi e doppiatori
- Kazuya: Roberto Chevalier
- Erika: Germana Dominici
- Prof. Izumi: Sandro Iovino
- Kyoshiro: Angelo Nicotra
- Nanà: Emanuela Rossi
- Rikiter: Luciano Roffi
- Olban: Sergio Fiorentini
- Miwa: Luciano De Ambrosis
- Guerroyer: Paolo Poiret
- Guildo: Arturo Dominici
- Laiza: Maria Grazia Dominici
- Voce narrante: Manlio De Angelis
- Voci aggiunte: Gianfranco Bellini, Sandro Acerbo, Vittorio Stagni, Tonino Accolla